# Володимир Казакліу
Володимир Казакліу (1887, Кушелаука, Бессарабія — 1950, Бухарест) — студент, молдовський/румунський політик, член Сфатул Церій.

## Сім'я
Родина Казакліу відіграла важливу роль у Великому Союзі; Іон Казакліу був дядьком Володимира, а Ґріґоре Казакліу — його братом.

## Освіта
Середню освіту отримав у Кишиневі, потім навчався в Політехнічному інституті, а також Київському університеті на сільськогосподарському відділенні.

## Політична діяльність
У 1917 році разом з Владом Богосом, М. Михайловичем-Роса-де-Діл, з молодшим лейтенантом В. Чекатті і Н. Гросулом (майбутнім депутатом Сфатул Церій), а також групою колишніх ув'язнених-арделян реорганізують студентський гурток молдаван Києва. Цей гурток вирішив, що буде боротися за те, щоб освіту в школах Бессарабії і служби в церквах зробити рідною мовою народу. 3 квітня 1917 року, коли в редакції газети Cuvânt Moldovenesc було засновано Молдовську Національну Партію під головуванням Пауля Гора, він входитиме до складу керівництва цієї партії.
Володимир був членом Національно-демократичної партії, фракції Молдавського блоку. До Сфатул Церій його делегували студентські спільноти Києва та Одеси, що презентували молдован за Дністром.

## Сфатул Церій
Володимир Казакліу був членом Сфатул Церій, парламенту Молдови між 1917 і 1918 роками. 27 березня 1918 року Володимир Казакліу (як Іон і Ґріґоре) проголосував за союз Бессарабії з Румунією. У Сфатул Церій він був членом Комісії з тлумачень.

## Галерея зображень

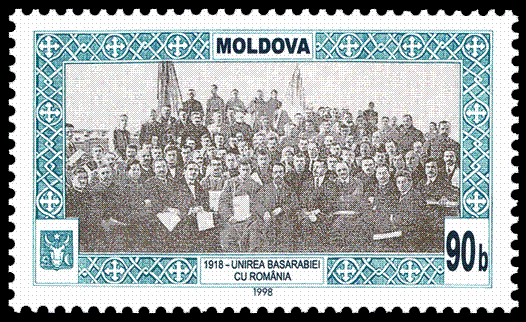
Марка випущена Республікою Молдова, 1998 року